# Maria Filatova
Maria Jevgenjevna Filatova (Russisch: Мария Евгеньевна Филатова) (Leninsk-Koeznetski, 19 juli 1961) is een voormalig turnster uit de Sovjet-Unie.
Filatova werd met haar ploeggenoten zowel in 1976 als in 1980 olympisch kampioen in de landenwedstrijd. In 1980 won Filatova tevens brons aan de brug. Op de wereldkampioenschappen veroverde Filatova tweemaal de wereldtitel in de landenwedstrijd, individueel won zij in 1981 zilver in de meerkamp.

## Resultaten

### Olympische Zomerspelen
| Jaar | Plaats  | Resultaten           |
| ---- | ------- | -------------------- |
| 1976 | München | landenwedstrijd      |
| 1980 | Moskou  | landenwedstrijd brug |

### Wereldkampioenschappen
| Jaar | Plaats      | Resultaten                 |
| ---- | ----------- | -------------------------- |
| 1978 | Straatsburg | landenwedstrijd            |
| 1979 | Fort Worth  | landenwedstrijd            |
| 1981 | Moskou      | landenwedstrijd · meerkamp |